# Saionji Saneuji
Saionji Saneuji est un nom japonais traditionnel ; le nom de famille (ou le nom d'école), Saionji, précède donc le prénom (ou le nom d'artiste).
Saionji Saneuji (西園寺実氏) (1194 - 7 juillet 1269) est un courtisan de premier rang (kugyō) et un poète japonais de la première moitié de l'époque de Kamakura. Son père est le jusangō Saionji Kintsune. Ses fils sont l'udaijin Saionji Kinmoto et le daijō-daijin Saionji Kinsuke. Il est considéré comme l'un des trente-six nouveaux poètes immortels.

## Biographie
Il reçoit le titre de noble en 1197 et celui de jusanmi et sangi en 1211. En 1218, il est nommé  gonchūnagon et endosse la charge administrative deemonfu, dans le tōgūhō et dans le kōgōgūshoku. Durant la guerre de Jōkyū en 1221, il se range du côté de forces impériales et est arrêté, peu après avoir été libéré. En 1224, il est nommé Gondainagon et en 1230, chūgū Daibu. En 1231, il est promu naidaijin, en 1235, udaijin et en 1236, il accède au titre de juichii.
En 1242, à l'occasion du mariage de l'une de ses filles, Saionji Kitsushi, comme impératrice Chūgū de l'empereur Go-Saga, il assure son pouvoir au sein de la famille impériale japonaise. Les futurs empereurs Go-Fukakusa et Kameyama sont ses petits-fils. Il est nommé daijō-daijin en 1246 et également membre du kantō Mōshitsugi, organe de liaison entre la Cour impériale et le shogunat de Kamakura.
En 1257, une autre fille de Saneuji, Saionji Nijo En Higashi Kimiko, épouse l'empereur Go-Fukakusa comme impératrice chugu. En 1260, Saneuji se fait moine bouddhiste et prend le nom de Kūkan (実空). Il meurt neuf ans plus tard à l'âge de 76 ans.

## Œuvre poétique
En tant que poète waka, il participe activement aux cercles poétique patronnés par les empereurs Go-Toba et Juntoku. Il prend part à plusieurs utaawase (concours de waka) en 1215, 1216, 1217, 1219, 1220, 1232, 1248 et 1261. Un total de deux-cent quarante-cinq de ses poèmes sont inclus dans diverses anthologies impériales, entre autres le Shinchokusen Wakashū (17 poèmes), le Shokugosen Wakashū et le Shokukokin Wakashū.

## Source de la traduction
- (es) Cet article est partiellement ou en totalité issu de l’article de Wikipédia en espagnol intitulé « Saionji Saneuji » (voir la liste des auteurs).